# Alec Skempton
Alec Westley Skempton (* 4. Juni 1914 in Northampton; † 9. August 2001 in London) war ein britischer Bauingenieur, der als Begründer der modernen Bodenmechanik in Großbritannien gilt.

## Leben
Skempton studierte am Imperial College London, wo er 1935 seinen Abschluss machte. Seine ursprünglichen Interessen waren in der Geologie, er wandte sich dann aber dem Bauingenieurwesen zu. Er ging nach dem Studium 1936 als Wissenschaftler an die Building Research Station, wo schon 1933 unter Leitung von Leonard Cooling eine Bodenmechanik Abteilung entstanden war, der er sich 1937 anschloss. 1947 wurde er Reader für Bodenmechanik am Imperial College (wo er die ersten solchen Kurse an einer englischen Universität durchführte). Er promovierte zwar nie, erhielt aber 1949 einen DSc von der University of London. 1955 wurde er Professor für Bodenmechanik und 1957 als Nachfolger von Sutton Pippard (der ihn ans Imperial College geholt hatte) Vorstand des Instituts für Bauingenieurwesen am Imperial College, was er bis 1976 blieb. 1981 emeritierte er. Auch danach war er bis wenige Monate vor seinem Tod wissenschaftlich am Imperial College aktiv.
Er baute 1947 die Sektion Bodenmechanik für die Institution of Civil Engineers auf. In dieser Funktion war er auch wesentlich von britischer Seite an der 2. International Conference of Soil Mechanics and Foundations Engineering in Rotterdam 1948 beteiligt. Aus diesen Anfängen entstand später die British Geotechnical Association (BGA).
Skempton wurde 2000 für seine Verdienste um die Bodenmechanik und den Grundbau geadelt. Er war Fellow der Royal Society (1961), auswärtiges Mitglied der National Academy of Engineering (1976) und 1976 Gründungsmitglied der Royal Academy of Engineering. Er erhielt zahlreiche Ehrungen (wie 1981 den Terzaghi Preis der ASCE, die Goldmedaille der Institution of Structural Engineers 1981, die Lyell Medal der Geological Society of London, 1974 die Dickinson Medal der Newcomen Society, 1968 die Ewing Gold Medal der Institution of Civil Engineers) und war 1957 bis 1961 zweiter Präsident (nach Karl von Terzaghi) der International Society for Soil Mechanics and Foundation Engineering. Er war Ehrendoktor der Universitäten von Durham, Aston und der Technischen Hochschule Chalmers in Schweden.
Skempton hielt die 4. Rankine Lecture (Long term stability of clay slopes, Geotechnique, Band 14, 1964, S. 77–102). Am Imperial College wurde 2004 das Skempton Building nach ihm benannt, in der die Fakultät für Bauingenieurwesen ist.
Er war seit 1940 mit Nancy Wood verheiratet, die 1993 verstarb, und hatte zwei Töchter. Skempton war Amateur-Flötist.

## Werk
Neben seinen wissenschaftlichen Arbeiten, in denen er unter anderem die A, B Koeffizienten im Porenwasserdruck einführte, war er an zahlreichen Bauprojekten beratend beteiligt. Er untersuchte insbesondere das Verhalten des (Londoner) Tons, Erdrutsche und Dammbrüche, wie den des Chingford-Damms (William Girling Reservoir zur Trinkwasserversorgung Londons) im Nordosten Londons am Anfang seiner Karriere. Der Damm versagte während des Baus; nach Skemptons Analyse, weil er zu schnell errichtet wurde und die Tonschichten nicht ausreichend konsolidieren konnten. 1984 untersuchte er den gebrochenen Carsington-Damm. Er war auch an Dammprojekten in Indien und Pakistan beteiligt, wie dem Mangla-Damm ab 1958 für das Ingenieurbüro Binnie und Partner, mit dem er damals verbunden war. Beim Chew-Stoke-Damm setzte er erstmals in Großbritannien Sandsäulen zur Drainage ein, um die Bodenkonsolidierung zu beschleunigen. Am Anfang seiner Karriere war er unter anderem am Bau der Waterloo Bridge (1938/39) beteiligt. Von 1965 bis 1967 beriet er bei den Setzungsproblemen des schiefen Turms von Pisa. 1970/72 beriet er bei der Untersuchung der Gründung der St.-Pauls-Kathedrale in London und 1982 bei der Kathedrale von Salisbury. Ein Kennzeichen vieler Arbeiten von Skempton ist auch die ausführliche Berücksichtigung geologischer Aspekte.
Außerdem verfasste er Arbeiten zur Geschichte der Bodenmechanik und des Grundbaus. Zum Beispiel befasste er sich mit Alexandre Collin, John Smeaton, John Grundy und William Jessop, den geotechnischen Problemen im Themse-Tunnel von Marc Isambard Brunel (und dessen Sohn Isambard Kingdom Brunel), Kanal- und Eisenbahnbau im 19. Jahrhundert, beim Hafen von London und Thomas Telford. Auf dem 7. European Congress of Soil Mechanics in Brighton 1981 hielt er einen Vortrag Landmarks in early soil mechanics (abgedruckt in seinen Selected Papers). Er war Herausgeber und einer der Hauptautoren des Biographical Dictionary of civil engineers (Band 1, 1600–1830) und veröffentlichte eine Bibliographie von Schriften über die frühe Geschichte des Grundbaus und der Bodenmechanik. In den 1980er Jahren war er Vorstand des Ausschusses für Historical Engineering Work der britischen Bauingenieursvereinigung (ICE).
Eine Arbeit von 1956 mit D. H. Macdonald befasste sich mit den erlaubten Setzungen von Gebäuden.